# John Branch

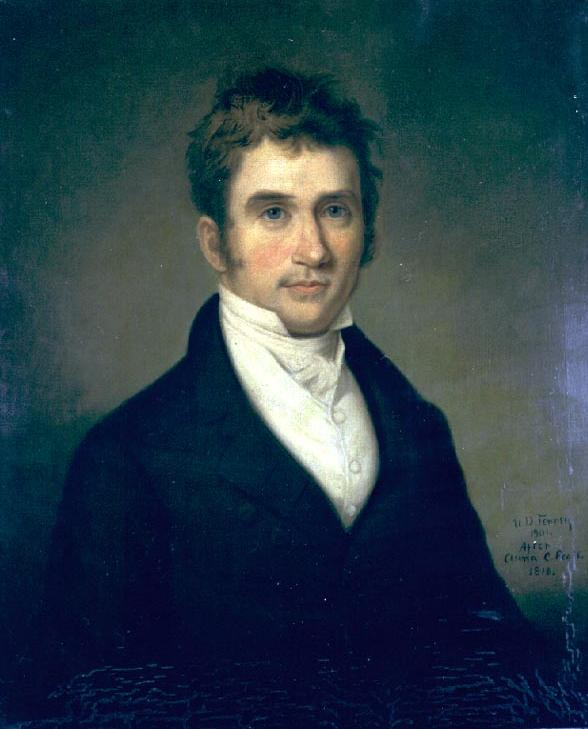
John Branch

John Branch (* 4. November 1782 in Halifax, North Carolina; † 3. Januar 1863 in Enfield, North Carolina) war ein US-amerikanischer Politiker und Gouverneur des Bundesstaates North Carolina sowie des Florida-Territoriums. Außerdem war er Marineminister der Vereinigten Staaten. Er vertrat auch den Staat North Carolina in beiden Kammern des Kongresses.

## Frühe Jahre
John Branch wurde als Sohn reicher Großgrundbesitzer im Halifax County geboren. Nach den normalen Schulen studierte er an der University of North Carolina, die er 1801 abschloss. Obwohl er ein Jurastudium absolvierte, schlug er keine juristische Laufbahn ein.

## Politischer Aufstieg zum Gouverneur von North Carolina
Zwischen 1811 und 1817 saß er im Senat von North Carolina, die letzten beiden Jahre war er Präsident dieses Gremiums. 1817 wurde er von der Abgeordnetenkammer als Nachfolger von William Miller zum Gouverneur gewählt. In den beiden folgenden Jahren wurde er jeweils in seinem Amt bestätigt. Damit erreichte er mit drei zusammenhängenden Amtsperioden das von der Verfassung vorgegebene Limit. Seine Amtszeit begann am 6. Dezember 1817 und endete am 7. Dezember 1820. Als Gouverneur betrieb er eine Gerichtsreform in North Carolina. In diesem Zuge wurde der Oberste Gerichtshof des Landes (Supreme Court) etabliert. Auch er setzte sich, ähnlich wie seine Vorgänger, für die Verbesserung des Schulwesens ein.

## Bundespolitik
Im Jahr 1822 wurde Branch nochmals in den Staatssenat gewählt. Bereits ein Jahr später schaffte er den Sprung in den US-Senat. Dieses Mandat hatte er von 1823 bis 1829 inne. In dieser Zeit organisierten sich die politischen Parteien in den USA neu. Die Anhänger des späteren Präsidenten Andrew Jackson, zu denen auch Branch gehörte, formten die Demokratische Partei. Die von Henry Clay angeführte Oppositionspartei nannte sich später Whig Party. Als loyaler Gefolgsmann von Jackson wurde Branch nach dessen Amtsantritt als US-Präsident zum Marineminister ernannt. In dieser Funktion diente er im Kabinett des Präsidenten von 1829 bis 1831. Im Zusammenhang mit der sogenannten „Petticoat Affair“ um Kriegsminister John Henry Eaton trat Branch 1831 von seinem Posten zurück. Von 1831 bis 1833 gehörte er dann dem US-Repräsentantenhaus an. Im Jahr 1835 war er Mitglied einer Kommission, die die Verfassung von North Carolina überarbeitete.

## Gouverneur im Florida-Territorium
Mitte der 1830er Jahre verlegte John Branch seinen Wohnsitz nach Florida. Dort erwarb er eine Plantage namens „Live Oak Plantation“. Die nächsten 15 Jahre verbrachte er dann dort. Im Jahr 1844 wurde er von Präsident John Tyler zum letzten Territorialgouverneur von Florida ernannt. Dieses Amt behielt er bis zum 25. Juni 1845. Florida war im März desselben Jahres als Bundesstaat in die USA aufgenommen worden; eine eigene Regierung übernahm nun die Verwaltung. Erster Gouverneur von Florida wurde William Dunn Moseley. Branchs Aufgabe als Territorialgouverneur war die Vorbereitung des Übergangs von einem Territorium zum regulären US-Bundesstaat.

## Lebensabend
Anfang der 1850er Jahre kehrte John Branch nach North Carolina zurück. Gegen Ende seines Lebens erlebte er noch die politischen Krisen im Vorfeld des Bürgerkrieges und auch noch dessen Beginn. Sein Neffe Lawrence O’Bryan Branch diente in diesem Krieg als General im Heer der Konföderation.  Sein Großneffe William (1847–1910) war Kongressabgeordneter für North Carolina. John Branch starb im Januar 1863. Er war zweimal verheiratet und hatte insgesamt neun Kinder.
Nach ihm ist Branch County in Michigan benannt.